# Convento de San Francisco (Cádiz)

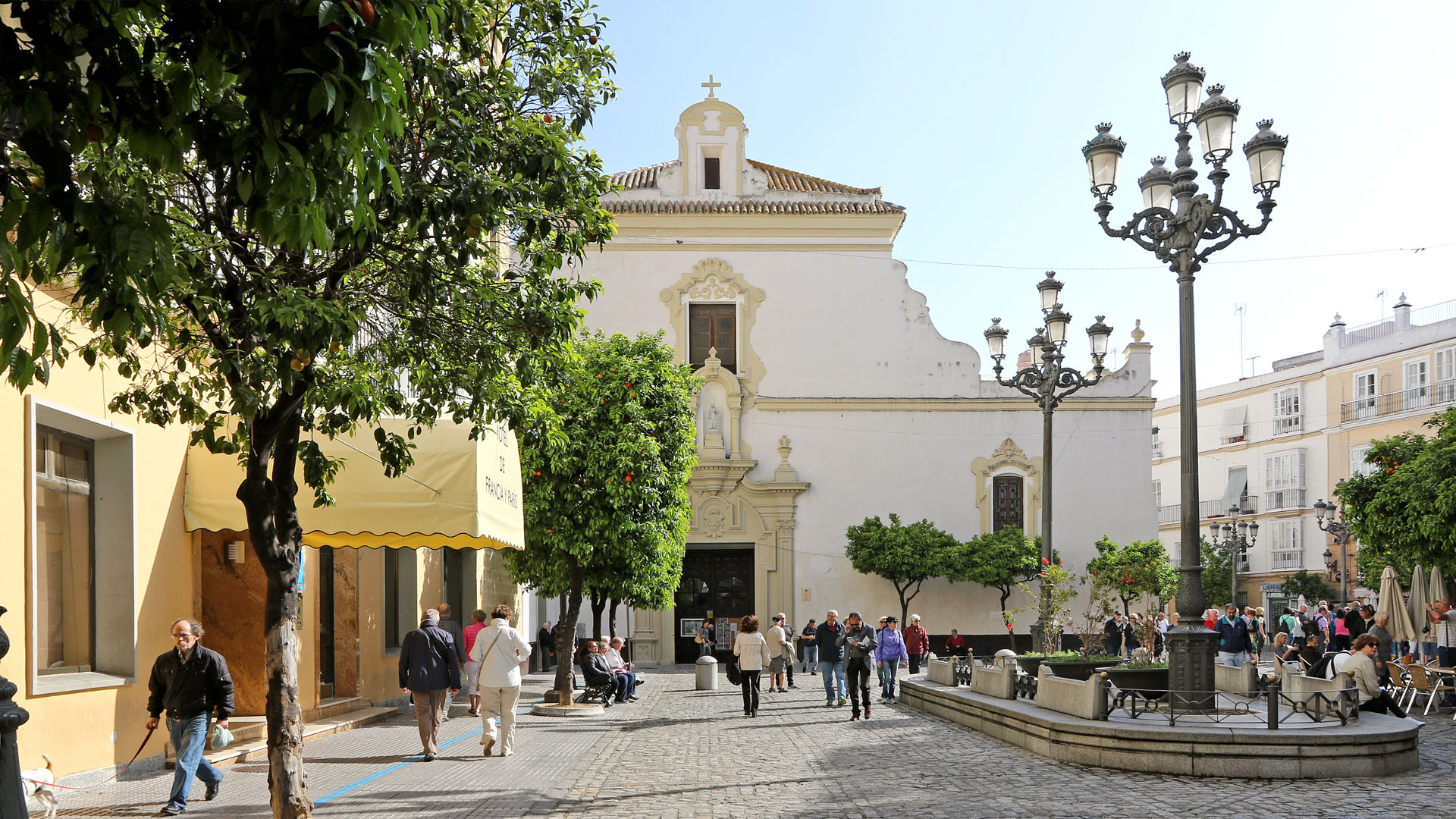
Iglesia del Convento de San Francisco de Cádiz

El Convento de San Francisco de Cádiz es un antiguo convento franciscano situado en el interior del casco antiguo de la ciudad, en la céntrica plaza de su mismo nombre. Del complejo original solo restan el claustro y la iglesia.

## Historia
Fue fundado en el año de 1566 por los frailes de la orden franciscana, liderados por fray Juan Navarro, a través de las donaciones de Diego de Polanco, Nicolás de Castro Delfín y Fernando Benítez Rendón, fundadores del convento. Fue colocada su primera piedra por Luis García de Haro y Sotomayor, obispo de Cádiz, el 25 de marzo de 1566.
Fue parcialmente reedificado en el siglo XVII. Durante el siglo XVIII se realizó una reforma importante del edificio, bajo la dirección de José Francisco Badaraco, que confirió a la iglesia su fisonomía barroca actual. Dicha reforma cubre, a través de yeserías y bóvedas encamonadas, distintos elementos constructivos antiguos.

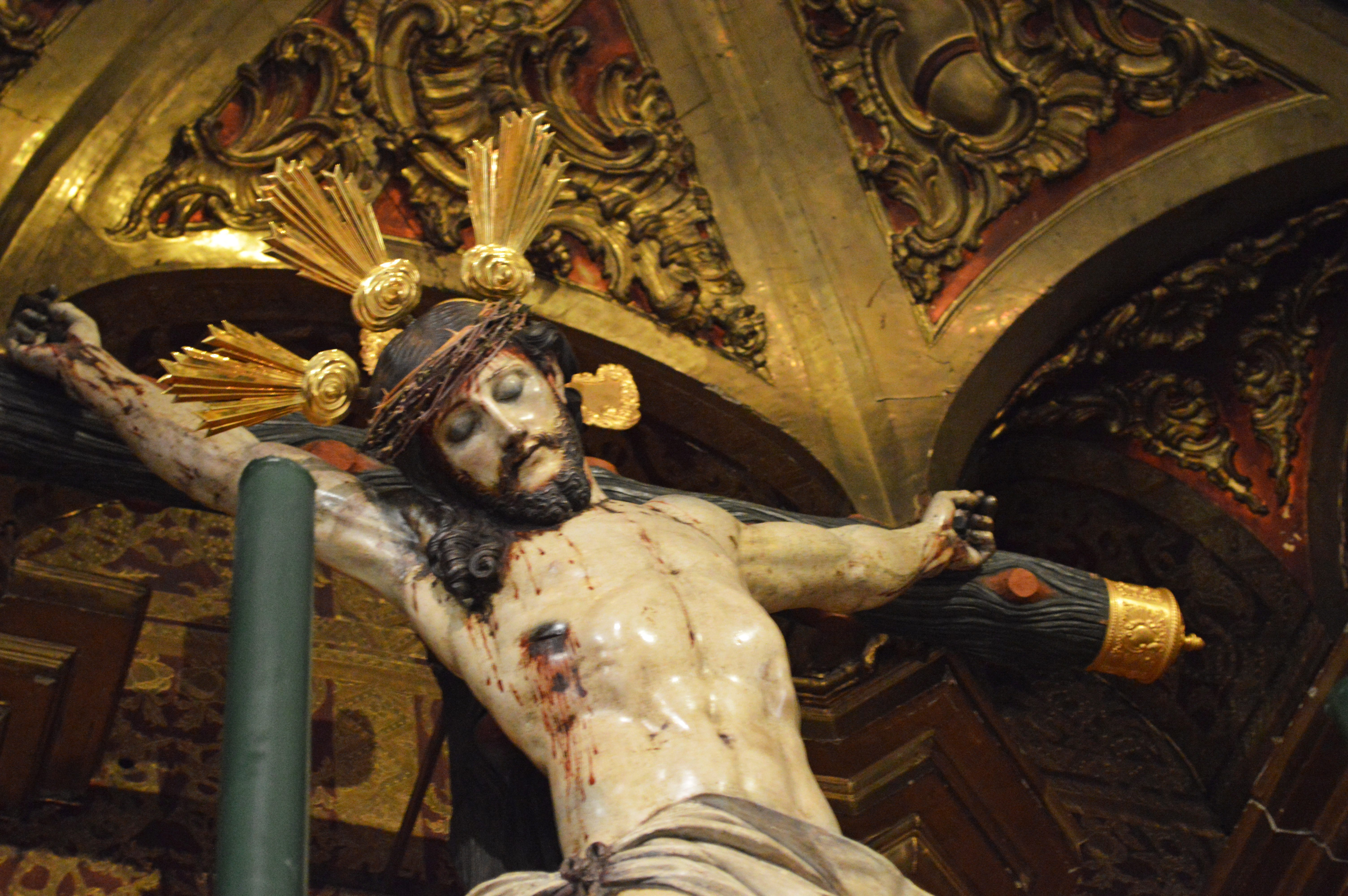
El Cristo de la Veracruz de la Iglesia del Convento de San Francisco

El antiguo convento de San Francisco ocupaba el actual Museo de Cádiz, con huerto en la actual plaza de Mina y compás en lo que hoy es la propia plaza de San Francisco. Tras la desamortización, se redujeron bastante las dependencias conventuales, que están formadas actualmente por el claustro de planta rectangular manierista y la iglesia. Este convento tuvo una gran importancia en su tiempo por su conexión americana, siendo clave en la formación y envío de frailes hacia América, entre ellos el célebre fray Junípero Serra.

## Iglesia

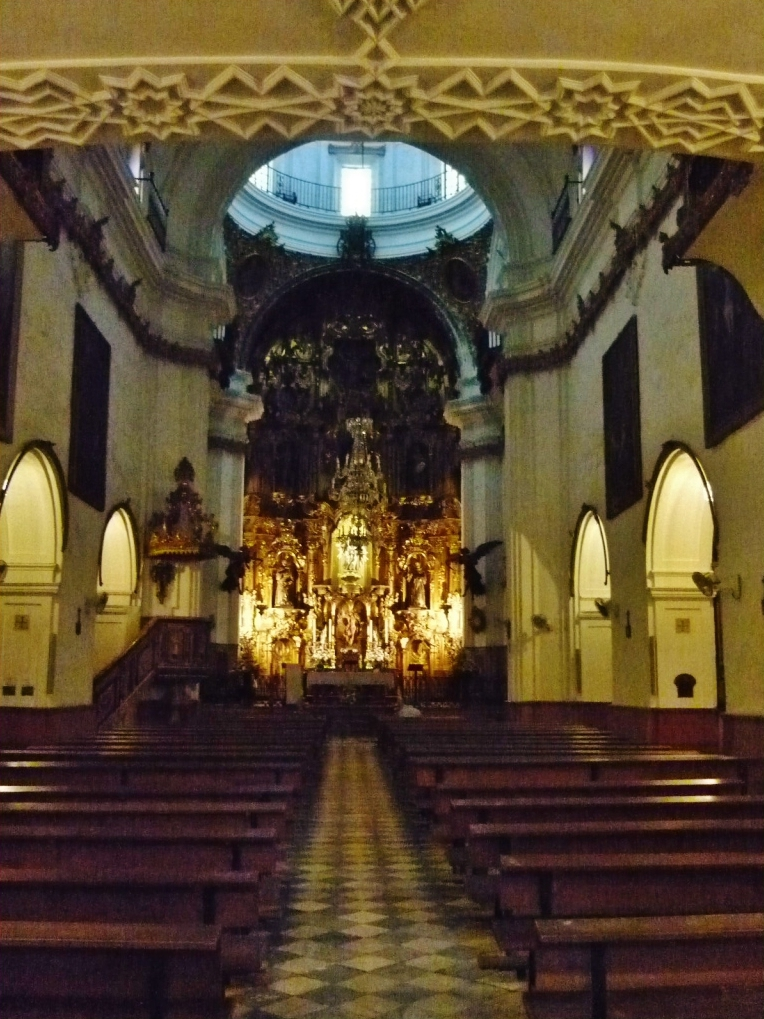
Vista del interior y del retablo mayor de la iglesia.

De su apariencia primitiva sólo se conserva la capilla de bóveda esquilfada que da a la puerta lateral y la capilla de la Virgen de la Paz. El templo es de planta rectangular con una sola nave y capillas laterales.
De su interior destaca su retablo mayor de finales del XVIII, obra de 1763 de Gonzalo Pomar de estilo rococó en madera dorada, así como el Cristo Crucificado de la Veracruz, que algunos estudiosos suponen traído a la ciudad desde Nápoles en el año 1733.
En el exterior, destaca la torre fechada en 1699, realizados por el arquitecto Juan Jiménez Mata junto con las portada lateral y el zaguán. También destaca el cimborrio, del siglo XVIII, con el que se corona la capilla mayor.

### Capillas
- Capilla del Sagrario
- Capilla de la Vera-Cruz
- Capilla de San Diego
- Capilla de San Andrés
- Capilla de San Telmo
- Capilla de San Luis de los franceses

## Hermandades
La iglesia es sede de tres Hermandades de la Semana Santa gaditana:
- Hermandad del Nazareno del Amor
- Hermandad de la Vera Cruz.
- Cofradía de Jesús Caído (hasta 2025, ya que este será el último año que procesiones desde esta iglesia debido a que en 2026 volverá a salir desde su capilla, ubicada en las proximidades del Parque Genovés de Cádiz).